# Штреккер, Герман
Фердинанд Генрих Герман Штреккер (англ. Ferdinand Heinrich Herman Strecker ; 1836—1901) — американский энтомолог и скульптор.

## Биография
Герман Штрекер родился 24 марта 1836 года в Филадельфии. Родители его — Фердинанд и Анна (урожденная Керн) были родом из Германии; его отец, который обучался как скульптор в Европе, поселился в Рединге, где он ваял и продавал мраморные скульптуры. Ещё юношей Герман проявил большой талант в этой профессии и с двенадцати лет помогал отцу. Но скульптура не была достаточно прибыльной профессией, и молодой Штрекер по большей части изготавливал надгробные плиты, но настоящим его призванием стала энтомология.
Почти все свое свободное время Фердинанд Генрих Герман Штрекер занимался исследованием бабочек; слушал лекции зоологии и анатомии, затем путешествовал по Вест-Индии и по Центральной Америке, где собирал древности и насекомых.
Герман Штреккер составил коллекцию бабочек (более 200 тысяч экземпляров), которая являлась в своё время одной из лучших в мире.
За свои заслуги по изучению фауны насекомых Северной Америки колледжем «Franklin and Marshall» был удостоен звания почётного доктора.
Его статьи по систематике чешуекрылых часто печатались в американских журналах. Кроме этого, он написал несколько более крупных работ, среди которых наиболее известна: «Butterflies and moths of North America, with full instructions for collecting, breeding, preparing, classifying etc.» (Рединг, 1878).
Фердинанд Генрих Герман Штреккер умер 30 ноября 1901 года в городе Рединге.